# Afric Simone
Afric Simone – eredeti nevén Henrique Joaquim Simone – (Inhambane, 1939. október 10. –) mozambiki származású brazil énekes és dobos. Legismertebb slágerei a Ramaya és a Hafanana. Az '70-es években és a '80-as évek elején világszerte nagy népszerűség övezte. Turnézott többek között a keleti blokk országaiban, így 1982-ben járt Magyarországon is.

## Pályafutása
Simone Brazíliában született, brazil apa és mozambiki származású anya gyermekeként. Nem sokkal Afric születése után szülei Mozambikból Brazíliába költöztek. De apja halála után, amikor Afric 9 éves volt, édesanyjával együtt vissza kellett költözniük Mozambikba.
Apja halála után Africnek abba kellett hagynia az iskolát, és dolgoznia kellett, hogy segítsen anyjának és nővéreinek. Gyermekfelügyeletet végzett a helyi orvos családjában – és folyamatosan énekelt a babának. 15 évesen Simone és barátja Mozambik fővárosába, Maputuba költözött, ahol kőművesként / téglarakásként kezdték el tanulmányaikat. Az órák végeztével Simone és barátja, hogy pénzt keressenek, felléptek a város utcáin: gitároztak, énekeltek és táncoltak.
Maputu egyik szállodájának vezetője felfigyelt 2 tehetséges fiatal provinciálisra, és meghívta őket a szálloda éttermébe. Tehát azóta Africnek 3 munkája volt egyszerre: hétvégén gitározott és énekelt a szállodában, munkahéten pedig napközben kőművesként dolgozott, esténként pedig az utcán lépett fel. Körülbelül 2 évig tartott, és lassan Afrika népszerűvé vált: az utcán kezdték felismerni, sőt a helyi újság is írt róla. Aztán a fiatal zenészre egy dél-afrikai professzionális zenei menedzser figyelt fel.
A hatvanas évek első felében Simone Kid Kid művésznéven lépett fel Maputóban. 1965 és 1971 között Simone 5 kislemezt adott ki Monsieur Afrique művésznéven.
1972-ben kiadták a Barracuda című kislemezt, amellyel az Afric az 1. helyre került számos dél-amerikai ország listáján. Ezt követően Afrika több időt töltött Dél-Amerikában, különösen Brazíliában, mint Afrikában.
Később itt figyelt fel rá egy menedzser, aki Londonba hívta. Itt egy jó összeköttetésekkel rendelkező másik üzletembernek köszönhetően más európai városokban is fellépési lehetőségekhez jutott. Eleinte persze be kellett érnie kisebb klubokkal, különböző tévéshow-kkal. Előfordult, hogy csupán dobolni hívták egy együtteshez.
Fokozatosan került a középpontba és jutott egyre rangosabb meghívásokhoz. A különféle afrikai nyelvjárások mellett megtanult angolul, franciául, portugálul és németül. Hitvallása viszont az volt, hogy a legfontosabb a zene és a ritmus, ezeket mindenki megérti. Dalainak szövege esetenként valamiféle kevert halandzsa nyelven íródott, zömmel angol és afrikai szavakból. A szerencse Eddy Barclay, francia lemezproducer személyében mosolygott rá, aki megnézte egyik műsorát, és fantáziát látott a támogatásában.
1974-ben jelent meg első albuma, a Mr. Barracuda. Már erről is sláger lett néhány dal, mint például a Barracuda vagy az El Cocodrilo, de a nagy dobást a következő évben kiadott Ramaya című LP jelentette. Erről a címadó felvétel és a Hafanana egész Európában nagy sláger lett, és ahogy kissé pikírten egy magyar újságíró később megjegyezte, „akkoriban minden vurstliban ezek és ehhez hasonló dalok harsogtak a hangszórókból.” A következő esztendőben az Aloha Playa Blanca LP került az üzletekbe.
1977 júliusában Afric Simone fellépett a Német Demokratikus Köztársaságban, az "Ein Kessel buntes"   televíziós műsorban. 1978-ban Afric Simone fellépett Prágában, a cseh nemzeti televíziónál, a „Karel Gott énekel”  című műsorban.
1982 áprilisában Budapestre is eljutott, ahol az azóta leégett Budapest Sportcsarnok megnyitásának tiszteletére rendezett diszkógálán  lépett fel a holland női trió, a "Babe" és "Vulcano" társaságában.
A cím a lemez két slágerét rejti, melyek közül a Playa Blanca bizonyult emlékezetesebbnek: 1984-ben Moonlight and Dancing címmel a Saragossa Band is feldolgozta.
1997-ben a szlovák Maduar együttes feldolgozta Simone két legnépszerűbb slágerét, a Ramayát és a Hafananát. Mindkét új verzió siker lett Szlovákiában és Magyarországon, és talán ez is szerepet játszott abban, hogy a BMG cseh leányvállalata 2000-ben CD-n adta ki az énekes legnagyobb slágereinek válogatását. Állítólag 2007-ig bezárólag ez az egyetlen, hivatalosan kiadott Afric Simone CD.
1999-ben Afric Simone részt vett a „Tavria Games” fesztiválon, Kahovka város közelében, Ukrajnaban. 2003-ban Afric Simone részt vett a második „Discoteka 80s” fesztiválon, amelyet a moszkvai székhelyű AvtoRadio rádióállomás szervezett. A fesztivál a Luzsnyiki stadionban zajlott, és az orosz televízió első csatornája közvetítette szilveszterkor.
2006 októberében Afric Simone fellépett Izraelben – olyan előadókkal, mint Patty Ryan, a Bad Boys Blue és a Systems in Blue. 2017 októberében Afric Simone fellépett a fehéroroszországi Mahiljovben, a „Golden Schlager” fesztiválon – olyan előadókkal együtt, mint Baccara és "Joy". A mogiljovi kultúrpalota mellé juharfát ültetett, amely a „csillagok sikátora” része lett.
2018 márciusában Afric Simone először lépett fel a moldovai Chișinăuban a „Retro Legends”  című koncerten (a 10 napos Martisor fesztivál része) – olyan előadókkal együtt, mint Ottawan és Ricchi e Poveri. 2020 márciusában, nem sokkal a járvány előtt, Afric Simone Kijevben, Ukrajnában lépett fel – olyan előadókkal, mint C. C. Catch, Didier Marouani és Liz Mitchell. 2022 júliusában Afric Simone részt vett a „Discoteca 80” fesztiválon Kolozsváron, Romániában.
Afric Simone gyakran fellép Magyarországon. 2017 januárjában Afric Simone a 'Liget' klubban, Budapesten lépett fel DJ Dominique társaságában. 2019 augusztusában Afric Simone a X. Fonyódi Sörfesztiválon  lépett fel. 2023 októberében Afric Simone pedig ismét Budapesten, az Arena Retro Partyn  lépett fel - olyan művészekkel együtt, mint Ken Laszlo, Eddy Huntington és Thomas Anders.

## Ismertebb lemezei

### Albumok
- 1974 Mr. Barracuda
- 1975 Ramaya
- 1976 Aloha Playa Blanca
- 1978 Boogie Baby
- 1984 The Best of Afric Simone (válogatás)
- 1990 Afro Lambada
- 2000 Best of Afric Simone (válogatás, CD)

### Kislemezek
- 1965 Black Dynamit / Monsieur Afrique (Ariola)
- 1969 El Matador / Mosquito (Teldec)
- 1970 Washboard Man / Harana (Polydor)
- 1970 Ich bin der grösste Lacher / Mr. Watussi (Telefunken)
- 1971 Feuer Feuer Feuer / Salt-Lake-City Train (Hansa)
- 1972 Barracuda / Hey Safari (BASF)
- 1974 Barracuda / Humbala
- 1975 Ramaya / Piranha
- 1975 Hafanana / Sahara
- 1975 Hafanana / Vagabundo
- 1976 Aloha Wamayeh / Al Capone
- 1976 Aloha / Marabu
- 1976 Playa Blanca / Marabu
- 1977 Maria Magdalena / July
- 1979 Boogie Baby / Maria Magdalena
- 1979 Me Gusta Bailar / Jambo Jambo
- 1980 China Girl
- 1982 Maria, Sexy Bomba de Paris / Holiday
- 1990 Afro Lambada

## Holland slágerlistás helyezések (Nederlandse Top 40)
- Ramaya: 1975. július 5-től 10 hétig. Legmagasabb pozíció: 2. hely
- Hafanana: 1975. október 4-től 7 hétig. Legmagasabb pozíció: 13. hely
- Playa Blanca: 1976. szeptember 4-től 7 hétig. Legmagasabb pozíció: 14. hely